# Caballeros Reales (Digimon)
Los Caballeros Reales (ロイヤルナイツ ''Royaru Naitsu?, también llamados Caballeros de la Realeza), es una alianza de 13 poderosos Digimon del tipo Caballero Santo, fundada por Imperialdramon Paladin Mode en la era mitológica del Digimundo. Están clasificados como la Alta Guardia de Seguridad de la Red, cuyo deber principal es mantener el orden y la justicia en el Digimundo. En el Digimundo, son conocidos por los Digimons como las "Deidades Guardianas". Sin embargo, la filosofía de “Justicia” de los Caballeros Reales es “justicia es solo lo que yo creo que es justicia”. Ellos sirven ciegamente a su amo, sin importar si este es bueno o malvado. Ellos hacen aparición en el Digimundo solo en un estado de extrema crisis.
En las diferentes versiones de los anime, los Caballeros Reales han sido mostrados como los sirvientes de las divinidades del Digimundo: Lucemon en Digimon Frontier e Yggdrasil en Digital Monster X-Evolution y Digimon Savers.
Los Caballeros Reales parecen estar basados en los Caballeros de la Mesa Redonda de la leyenda artúrica.

## Miembros

### Caballeros Reales
Existen 13 Caballeros.(Nota: Los Digimon X son contados como si fueran el mismo Digimon).
| Nombre USA       | Nombre original  | Katakana                 | ¿Cómo nacen? |
| ---------------- | ---------------- | ------------------------ | --- |
| Omnimon          | Omegamon         | オメガモン               | la Evolución Jogress de WarGreymon y MetalGarurumon |
| Magnamon         | Magnamon         | マグナモン               | la Armodigievolución con el Digi-egg de los Milagros de Veemon |
| Gallantmon       | Dukemon          | デュークモン             | La evolución Matrix/La digievolución mega de Guilmon y también se dice que cuando Megidramon muere resucita de El caballero sagrado Dukemon para luchar contra el mal |
| Dynasmon         | Dynasmon         | デュナスモン             | Viene de la digievolución mega de Candlemon |
| Crusadermon      | LordKnightmon    | ロードナイトモン         | Viene de la digievolución mega de Knightmon |
| UlforceVeedramon | Ulforce V-dramon | アルフォースブイドラモン | Viene de la digievolución mega de Veemon |
| Alphamon         | Alphamon         | アルファモン             | Viene de la digievolución mega de Dorumon |
| Craniamon        | Craniummon       | クレニアムモン           | es el Burst Mode de HiAndromon |
| Kentaurosmon     | Sleipmon         | スレイプモン             | Es la digievolución mega de Kudamon |
| Leopardmon       | Duftmon          | ドゥフトモン             | Se dice que es la evolución mega de Leormon o también la ADN Digi-evolución de BantyoLeomon y GuardiAngemon                                                           |
| Examon           | Examon           | エグザモン               | Se dice que es la Evolución Jogress de Slayerdramon y Breakdramon |
| Gankoomon        | Gankoomon        | ガンクゥモン             | Desconocido |
| Jesmon           | Jesmon           | ジエスモン               | Viene de la digievolución mega de Hackmon. |

## Apariciones

### Anime

#### Digimon Adventure&Zero Two
Omegamon hace su primera aparición en la película "Bokura no War Game", cuando el WarGreymon de Tai y el MetalGarurumon de Matt se fusionan para poder derrotar a Diablomon. Además, en Zero Two es mencionado por Izzy como el primer digimon nacido de una Evolución DNA. Omegamon también hace aparición en la película “Diablomon Strikes Back”, derrotando por segunda vez a Diaboromon, pero es derrotado por la forma mejorada de este, Armaggedemon. Al final de la batalla, Omnimon utiliza su energía para crear la espada Omega, permitiéndole al Imperialdramon Fighter Mode de Davis y Ken evolucionar a Imperialdramon Paladin Mode, obteniendo el poder suficiente para destruir a Armaggedemon.
Magnamon
Magnamon evoluciona del Veemon de Davis durante la última batalla contra el Emperador Digimon, gracias a los poderes del Digimental/Digihuevo del Milagro, logrando derrotar a Quimeramon, el digimon creado por este para asolar el Digimundo. Además, Magnamon hace aparición durante la película “Digimon Hurricane Touchdown!! & Supreme Evolution!! The Golden Digimentals” junto al Rapidmon dorado, durante la batalla contra Kerpymon.

#### Digimon Tamers
Takato y su Guilmon Matrix Evolucionan en Dukemon durante la batalla contra Beelzeebumon. Además, Dukemon y sus compañeros luchan contra el D-Reaper, para evitar que este destruya los dos mundos. En la batalla final, Dukemon evoluciona en Dukemon Crimson Mode, usando los datos de Grani, para poder rescatar a Juri del Mother D-Reaper. En la película “Digimon Runaway Express”, Dukemon, y su evolución, Dukemon Crimson Mode, luchan para detener la invasión de los Parasimon.
En la película “Battle of Adventurers”, Omegamon es el guardián de la red. Lucha contra Mephismon, quien es la reencarnación de Apocalymon, pero este huye al universo de los Tamers, obligando a Omegamon a seguirlo. En este mundo, Omegamon no puede intervenir en la batalla en el Mundo Real, pero ayuda a Rika y a Henry a reunirse con Takato en Okinawa, confiándoles a los chicos la tarea de derrotar a Mephismon.

#### Digimon Frontier
Los Caballeros Reales hacen su primera aparición como grupo. Dynasmon y LordKnightmon son los sirvientes de Lucemon, cuya misión es destruir el Digimundo, robándose los Digi-Códigos de este para entregárselos a Lucemon y así este pueda recuperar sus poderes, a cambio de que Lucemon les facilite un camino hacia el Mundo Real. Luego de varias batallas contra KaiserGreymon y MagnaGarurumon, los Caballeros logran destruir el Digimundo completamente. Cuando Lucemon recupera todos sus poderes, los traicionó y absorbió sus datos para pasar a Modo Caído.

#### Digimon Savers
Los Caballeros Reales son los sirvientes de Yggdrasil. Cuando Marcus y los demás llegan a la guarida de Yggdrasil, Craniummon les hace frente, y al principio logra dominarlos, pero luego es superado por Shine Greymon Burst Mode. Entonces Gallantmon, Omnimon, RhodoKnightmon, Dynasmon, Magnamon y UlForceVeedramon hacen aparición, derrotando instantáneamente a los chicos. Cuando Yggdrasil ordena la muerte de los chicos, aparece Sleipmon de la nada y les salva, regresándolos al Mundo Real, aunque es herido gravemente durante el escape. Luego, el comandente Sampson les revela que la verdadera identidad de Kudamon, su compañero, es Sleipmon, uno de los 13 Caballeros Reales. Yggdrasil ordena la destrucción del Mundo Real, cosa que no le cae en gracia a Craniummon, pero los Caballeros acatan la orden. Mientras los Caballeros se dirigen a diferentes partes del mundo, Gallantmon ataca las cercanías del cuartel de emergencia de DATS, por lo que Sleipmon se ve forzado a enfrentarlo, usando su Odin's Breath, congelándolos a ambos, y desapareciendo en el fondo del mar. Yggdrasil entonces envía a Duftmon al Mundo Real, pero este es derrotado por Rosemon Burst Mode y Ravemon Burst Mode, mientras casi simultáneamente, RhodoKnightmon es vencido por Mirage Gaogamon Burst Mode. En el Digimundo, Craniummon se enfrenta por segunda vez a Marcus y a Agumon, y esta vez parece ser casi invencible gracias a su escudo bendecido por Yggdrasil, pero cuando llegan los demás chicos es derrotado, y aceptando su derrota, los deja pasar al aposento de Yggdrasil, mientras él se dirige al Mundo Real, y toma el lugar de Banchou Leomon, quien mantenía separados al Digimundo y al Mundo Real. Durante la batalla final contra Yggdrasil, los Caballeros, guiados por Omnimon, se enfrentan a Yggdrasil, ya que comienzan a dudar de sus razonamientos. Gallantmon aparece junto a un debilitado Kudamon, y los Caballeros en conjunto atacan a Yggdrasil, pero al ver que Craniummon está perdiendo fuerza, deciden ayudarle a sostener el Digimundo. Una vez Yggdrasil es derrotado y el equilibrio en los dos mundos regresa, los Caballeros retornan al Digimundo.
Pese a que Alphamon no aparece en la serie, hace un pequeño cameo en el segundo opening, en la escena donde aparecen todos los Caballeros Reales.

#### Digital Monster X-Evolution
Los Caballeros Reales son los líderes de la Red, y los sirvientes de Yggdrasil, encargados de ejecutar el Proyecto Ark. Omnimon y Magnamon son los miembros más leales a Yggdrasil, mientras que Gallantmon se muestra reticente a seguir las órdenes de su señor, llegando a tal extremo de traicionarlo. Omnimon lo reta y Gallantmon muere. Gallantmon más tarde resucita como Gallantmon X (gracias al Anticuerpo X), y es quien abre el camino para que DoruGreymon llegue a Yggdrasil. Alphamon, la evolución de DoruGreymon, hace su aparición como el líder legendario de los Caballeros Reales. Omnimon entonces traiciona a Yggdrasil y guía a Alphamon hacia el núcleo de este. En la batalla final, Alphamon se sacrifica para destruir a Death-X-mon, revelando que era su sombra, y le confía su Anticuerpo X a Omnimon, quien evoluciona en Omnimon X. Luego, los datos de Alphamon y Death-X-mon se fusionan, convirtiéndose nuevamente en Dorumon. Omnimon X recoge a Dorumon, y luego destruye a Yggdrasil. Al final de la película, Gallantmon X y Omnimon X especulan acerca de las verdaderas intenciones de Yggdrasil. Aunque las razones son aun desconocidas, Gallantmon X llega a la conclusión de que Yggdrasil, al estar programada para administrar y resolver los problemas del Digimundo, actuó por desesperación al tratar de destruir a todos los Digimon para mantener el orden del Mundo.
Pese a que Rhodo Knightmon no aparece en la película, su voz se puede oír en la escena donde Gallantmon, Magnamon y Omnimon aparecen hablando de los grupos de Digimon rebeldes. Además, aparece en la lista de personajes que sale en los créditos de la película.

#### Digimon Adventure tri.
Alphamon y Hackmon (forma "Child" de Jesmon) aparecen en la película "Reunión" de esta continuación de Adventure. Huckmon sale infiltrado cerca a las distorsiones causadas entre el mundo humano y el Digital World. Alphamon está relacionado con una batalla que tuvo con los elegidos de 02 (Daisuke, Ken, Iori y Miyako, quienes están ausentes en esta serie) y re aparece en el episodio 04 de "Reunión" para ser el oponente del Omegamon de Taichi y Yamato, cuya batalla se ve interrumpida por las fluctuaciones constantes entre ambos mundos.

### Manga

#### Digimon Adventure V-Tamer 01
Omnimon es la fusión de Org el WarGreymon, y Melga el MetalGarurumon, los digimon criados por Hideto, el líder del grupo de tamers llamado “Alias III”. De hecho, Omnimon es único digimon del “Alias III” que sobrevivió a la batalla contra Arkadimon.
En el capítulo especial "Double Tamer! The Great Super Dimensional Battle", Davis obtiene el Digimental de los Milagros al recibir la energía de todos los que estaban atrapados dentro de Parallelmon, y lo usa para que Veemon evolucione en Magnamon y ayude a Zero a derrotar al poderoso Digimon.
Zero, el digimon de Tai, durante la batalla contra Arkadimon Súper Mega, evoluciona en UlForceVeedramon, cuando manifiesta al máximo su Impulso Dragón. Cuando Neo, el tamer de Arkadimon, se rinde, el espíritu de Lord Demon se apodera de Arkadimon, y evoluciona en Demon Súper Mega. Para poder derrotarle, Tai utiliza el Digimental, logrando que Zero evolucione al nivel Súper Mega, convirtiéndose en UlForceVeedramon Future Mode.

#### Digimon D-Cyber
Los Caballeros Santos fueron los que derrotaron a Death-X-mon hace 10 000 años. Cuando el Dorumon de Hikaru Death-X Evoluciona en Death-X-DoruGhoramon, Omnimon X aparece para detenerlo, pero no puede evitar que Metal Phantomon se robe el Espíritu Dragón. Es él quien les dice a los chicos que vayan a ver a Duke, otro de los Caballeros, para poder obtener un nuevo Espíritu Dragón, ya que si no consiguen uno nuevo en 10 días, Dorumon morirá.
Al llegar al Castillo de las Ilusiones, Duke, el Medieval Gallantmon, reta a los chicos a pelear, oportunidad que aprovecha para implantarle el nuevo espíritu a Dorumon. Después de eso, Duke les revela su verdadera identidad a los chicos, evolucionado en Gallantmon X. Mientras tanto, Omnimon X se enfrenta solo al recién resucitado Death-X-mon, pero debido a las heridas que recibió en la batalla anterior, es derrotado fácilmente. Mientras Hikaru y Grademon van en su ayuda, Gallantmon X entrena a Masuken y a Teru en el arte de crear “Súper Esferas de Energía”.
En el campo de batalla, y luego de rescatar a su amiga Kiyoshi con la ayuda de Masuken, Hikaru manifiesta una “Súper Esfera”, haciendo que Grademon evolucione en Alphamon, a quien Omnimon X reconoce como el líder de los Caballeros Santos quien se había sellado a sí mismo hace muchos años. Gallantmon X y Magnamon X hacen aparición, llevando a Teru al campo de batalla, y Magnamon X les da a los chicos el “Poder de los Milagros”, para que estos puedan derrotar a Death-X-mon.

### V-Pets
Estos guiones aparecen en la publicidad que se le hizo a los V-Pets de Digimon, que se pueden encontrar en la página oficial de Digimon.

#### Digimon Chronicle(Digimon Pendulum X + Digimon Card Game)
Los Caballeros Reales son los líderes de la Red, y los sirvientes de Yggdrasil, encargados de ejecutar el Proyecto Ark. Gallantmon es enviado a la Terminal Urd, donde descubre por qué ha nacido el Anticuerpo X, y decide usarlo para evolucionar en Gallantmon X. Omnimon es enviado a la Terminal Verdani, donde lucha contra Kouta y su DoruGhoramon. Al verse superado por los poderes de DoruGhoramon, Omnimon usa el Anticuerpo X, y evoluciona en Omnimon X, derrotando a DoruGhoramon. Cuando Omnimon X se dispone a finiquitar a Kouta y a su Dorumon, aparece Gallantmon X y los salva.
Más adelante, cuando Death-X-mon aparece en la Terminal Skuld, Omnimon X se opone a él, pero es derrotado. Kouta y Yuuji, junto a sus digimon, Alphamon y OuRyuumon, llegan para luchar contra la amenaza, pero Death-X-mon es más fuerte y destruye a OuRyuumon. Gracias al espíritu de lucha de ambos chicos, Alphamon usa los datos de OuRyuumon para Blast Evolucionar, obteniendo la Kyuukyouku Senjin Ou Ryuu Ken (Máxima Espada de Guerra del Rey Dragón) logrando derrotar al monstruo. Luego de la batalla final, Alphamon y Omnimon X se encuentran en Yggdrasil para enfrentarse en un último duelo mortal.
En el juego de cartas, se supone que un joven llamado Shinji es el tamer de Omegamon. Además, en los V-Pets, durante la Quest Map, el tamer se enfrenta a otros caballeros, como Dynasmon X, Magnamon X y UlForceVeedramon X. Sin embargo, debido a motivos que jamás fueron mencionados, estas partes fueron removidas del guion final.

#### Digimon Twin /Digimon Card Game Alpha
Examon, la forma final de Dracomon, es el encargado de derrotar a Huanglongmon y a Ogudomon en el guion original del Battle Terminal del Card Game Alpha.
- Datos: Q1326673